# Chiesa della Madonna delle Vergini
La Madonna delle Vergini è una chiesa rupestre situata nella Murgia Materana, sul lato opposto del torrente Gravina rispetto ai Sassi di Matera.

## Storia
La chiesa è facilmente raggiungibile dall'Appia con una breve deviazione. Non si hanno notizie certe sulla sua origine, ma è l'unica chiesa rupestre ancora officiata, con le celebrazioni per la vergine che si tengono l'ultima domenica di maggio.

## Architettura

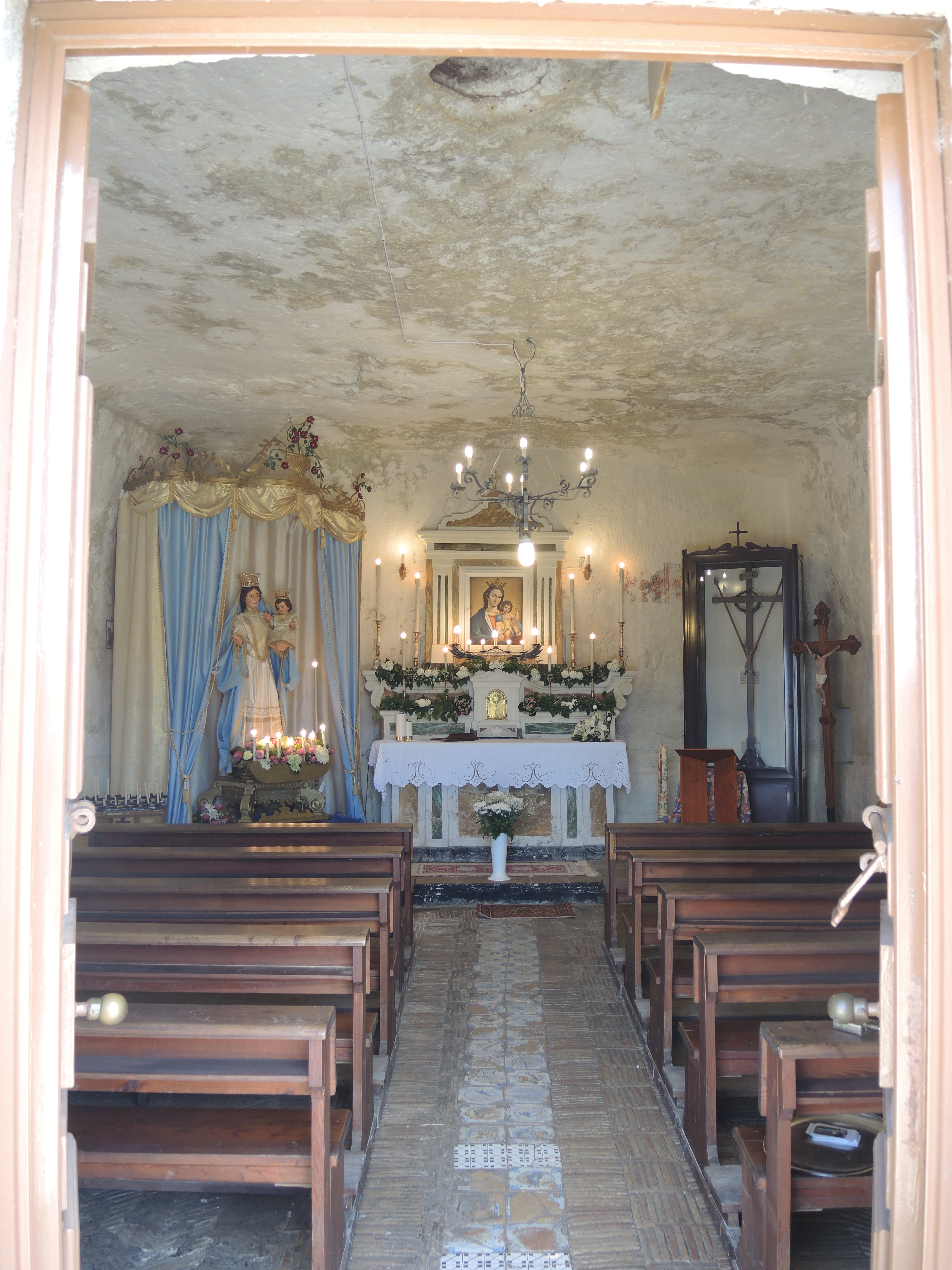
Interno

La chiesa è caratterizzata da una facciata in muratura, costruita posteriormente all'originaria cripta, che arriva fino all'altezza del terreno sovrastante, con il frontone che regge la croce che sporge leggermente.
La facciata contiene cinque nicchie nella parte inferiore con delle immagini sacre ed una in quella superiore con una statua della Madonna con Bambino.
L'interno a pianta quadrata è ricavato nella roccia. Sopra l'altare maggiore si trova un'immagine della Madonna e sulla parete di destra si trova un secondo altare insieme ad altre nicchie.
Nel timpano vi è una statuetta della Vergine con il Bambino in terracotta dipinta.
Essa presenta una sola navata nella sua parte interna, la quale appare rimaneggiata ripetutamente nel corso del tempo. Nell'abside centrale e in quella laterale si trovano altari di rito latino.
Sulla parete destra vi è una grande nicchia absidale marcata da una larga banchina lungo il perimetro.
Sulla parete sinistra si apre una porta che immette, dopo un breve cunicolo, in una cavità quadrata.
La chiesa custodisce alcune statuette lignee, corrose, di antica arte locale ed è ancora aperta al culto.
Nella stessa parete rocciosa nella quale è stata ricavata la chiesa si trovano altre grotte utilizzate come ricovero di animali.